# 2044年9月7日月食
2044年9月7日月食为一次將在协调世界时2044年9月7日出現的月全食。該次月食半影食分為2.111、全影食分為1.050。偏食維持了103分，全食維持18分。

## 概述
這次月食的食分是1.050，偏食維持了103分，全食維持18分。

## 基本參數
- 類型：月全食
- 食甚資料：
  - 日期：2044年9月7日
  - 時間：11:19
  - 月球位置：赤經23.10度、赤緯-5.4度
  - 食分：半影食分：2.111、全影食分：1.050
  - 持續時間：偏食103分、全食18分

## 外部連結
- NASA月食專頁（页面存档备份，存于）（英文）